# Dathan Ritzenhein
Dathan Ritzenhein (Grand Rapids, 30 dicembre 1982) è un maratoneta e mezzofondista statunitense.
Il 28 agosto 2009 diventa il quarto atleta bianco a correre i 5000 m in meno di 13 minuti. Piazzandosi terzo al meeting di Zurigo con 12'56"27, stabilisce il nuovo record americano sulla distanza, superando il vecchio limite stabilito da Bob Kennedy nel 1996 sulla stessa pista.

## Palmarès
| Anno | Manifestazione  | Sede    | Evento        | Risultato | Prestazione | Note                                     |
| ---- | --------------- | ------- | ------------- | --------- | ----------- | ---------------------------------------- |
| 2007 | Mondiali        | Osaka   | 10000 m piani | 9º        | 28'28"59    | Miglior prestazione personale stagionale |
| 2008 | Giochi olimpici | Pechino | Maratona      | 9º        | 2h11'59"    |                                          |
| 2009 | Mondiali        | Berlino | 10000 m piani | 6º        | 27'22"28    | Miglior prestazione personale            |
| 2012 | Giochi olimpici | Londra  | 10000 m piani | 13º       | 27'45"89    |                                          |
| 2013 | Mondiali        | Mosca   | 10000 m piani | 10º       | 27'37"90    | Miglior prestazione personale stagionale |

## Altre competizioni internazionali
2005
- Oro all'Antrim International Cross Country ( Antrim) - 29'26"

2006
- Bronzo alla Great North Run ( Newcastle upon Tyne) - 1h01'25"
- 11º alla Maratona di New York ( New York) - 2h14'01"

2007
- Oro alla UAE Healthy Kidney 10K ( New York) - 28'07"

2009
- Bronzo al Weltklasse Zürich ( Zurigo), 5000 m - 12'56"27
- 11º alla Maratona di Londra ( Londra) -2h10'00"

2010
- 4º alla Great North Run ( Newcastle upon Tyne) - 1h02'35"
- 8º alla Maratona di New York ( New York) - 2h12'33"

2012
- 9º alla Maratona di Chicago ( Chicago) -2h07'47"

2013
- 5º alla Maratona di Chicago ( Chicago) -2h09'45"

2015
- Oro al Campaccio ( San Giorgio su Legnano) - 29'08"
- Oro alla Tampa Half Marathon	( Tampa Bay) - 1h03'17"
- 7º alla Maratona di Boston ( Boston) - 2h11'20"

2016
- Argento alla Great North Run ( Newcastle upon Tyne) - 1h00'12"
- Oro alla Crim Festival of Races ( Flint) - 47'24"

2017
- Oro alla Great Manchester Run - 28'06"
- 6º alla Great North Run ( Newcastle upon Tyne) - 1h02'49"

2019
- 19º alla Maratona di Boston ( Boston) - 2h16'19"